# Лётчик-космонавт СССР
Лётчик-космонавт СССР — почётное звание СССР, учреждённое Указом Президиума Верховного Совета СССР от 14 апреля 1961 года «в ознаменование первого в мире космического полёта человека на корабле-спутнике».
Звание учреждено через 2 дня после старта первого космонавта Юрия Алексеевича Гагарина, осуществившего космический полёт на корабле «Восток-1» 12 апреля 1961 года.
Звание было присвоено всем советским космонавтам, совершившим полёты в космос, а также посмертно Георгию Добровольскому и Виктору Пацаеву, которые погибли при завершении своего первого полёта.
Всего почётное звание получили 72 человека.

## Положение о звании
Согласно пункту 1 положения о звании, утверждённому Указом Президиума Верховного Совета СССР от 11 мая 1961 года, звание «Лётчик-космонавт СССР» присваивалось Президиумом Верховного Совета СССР лётчикам-космонавтам, совершившим выдающиеся полёты в космос.
В соответствии с пунктом 2 положения присвоение звания «Лётчик-космонавт СССР» производилось по представлению министра обороны СССР.
Лицам, удостоенным звания «Лётчик-космонавт СССР», как указывалось в пункте 3 положения, вручалась грамота Президиума Верховного Совета СССР и нагрудный знак установленного образца.

## Нагрудный знак «Лётчик-космонавт СССР»
Описание нагрудного знака «Лётчик-космонавт СССР», как и положение о звании, было утверждено Указом Президиума Верховного Совета СССР от 11 мая 1961 года. Он выполнен из серебра в виде пятиугольника с выпуклым позолоченным ободком. Размер знака — 25 миллиметров в ширину и 23,8 миллиметра в высоту.
В центре знака размещено выполненное из эмали изображение земного шара с обозначенной красным цветом территорией СССР. Земной шар опоясан орбитой спутника со спутником на орбите. Из звёздочки, обозначающей Москву — столицу СССР, выходит вторая золотая орбита, переходящая в эмалевый шлейф золотого космического корабля, устремляющегося, как отмечалось в официальном описании, «в межпланетное пространство».
В верхней части знака над земным шаром размещена выпуклая золотая надпись «ЛЕТЧИК КОСМОНАВТ», а под земным шаром — выпуклые золотые буквы «СССР». В нижней части знака расположены две выпуклые золотые лавровые ветви. На оборотной стороне нагрудного знака размещены надпись «Учреждено Указом Президиума Верховного Совета СССР 14 апреля 1961 г.» и номер знака.
Нагрудный знак «Лётчик-космонавт СССР» с помощью ушка и дужки крепится к серебряной позолоченной планке, которая покрыта красной муаровой лентой. На задней стороне планки расположен винт с гайкой для прикрепления знака к одежде. В соответствии с пунктом 4 положения о звании знак «носится на правой стороне груди и при наличии у лиц, удостоенных этого звания, орденов СССР размещается над ними».
К нагрудному знаку прилагалось удостоверение. Размер бланка удостоверения в сложенном виде — 7,5 сантиметра в ширину и 10,5 сантиметра в высоту. Обложка удостоверения — голубая; на обложке золотой краской изображён герб СССР, а также нанесена надпись «ЛЕТЧИК-КОСМОНАВТ СССР». На первой странице удостоверения располагается фотография космонавта, а также проставлена гербовая печать. Вторая страница содержит изображение нагрудного знака «Лётчик-космонавт СССР». На третьей странице содержатся фамилия, имя и отчество космонавта, дата указа о присвоении звания «Лётчик-космонавт СССР», а также проставлены подписи председателя и секретаря Президиума Верховного Совета СССР и гербовая печать. Четвёртая страница содержит следующие данные: фамилия, имя и отчество космонавта; номер вручённого нагрудного знака; совпадающий с номером нагрудного знака номер удостоверения. Пятая страница содержит текст положения о звании.

## Статистика награждений
Всего с 1961 по 1991 год, за 30 лет существования звания, оно было присвоено 72 космонавтам — 70 мужчинам и 2 женщинам (Валентине Терешковой и Светлане Савицкой).
Впервые звание «Лётчик-космонавт СССР» было присвоено Юрию Гагарину — первому человеку, совершившему космический полёт, сразу же по возвращении на Землю, 12 апреля 1961 года. В последний раз оно было присвоено космонавту Токтару Аубакирову, 10 октября 1991 года вернувшемуся из полёта в космос всего за два месяца до распада СССР.
Среди награждённых данным званием самым молодым являлся Герман Титов, получивший его в возрасте 25 лет, а самым пожилым — Лев Дёмин, удостоенный чести стать лётчиком-космонавтом СССР лишь в 48 лет.
Старейшим по дате рождения носителем звания «Лётчик-космонавт СССР» был Георгий Береговой, родившийся в 1921 году. Старейшим из ныне живущих советских космонавтов является Алексей Елисеев, родившийся в 1934 году. Старейшей по дате присвоения звания среди ныне живущих лётчиков-космонавтов СССР является Валентина Терешкова, совершившая свой космический полёт в 1963 году. Самый молодой по дате рождения советский космонавт — родившийся в 1958 году Сергей Крикалёв.
Двое носителей звания «Лётчик-космонавт СССР» погибли при выполнении служебных обязанностей, в результате аварийных ситуаций в ходе космического полёта. Это космонавты Владимир Комаров и Владислав Волков. Ещё двоим, Георгию Добровольскому и Виктору Пацаеву, погибшим вместе с В. Волковым при завершении космического полёта, звание присвоено посмертно.
Всем лётчикам-космонавтам СССР присвоено также звание Героя Советского Союза, причём 35 космонавтам — дважды. Трое космонавтов — Владимир Ковалёнок, Валерий Рюмин, Владимир Титов — за свои первые полёты не получили звания Героя из-за технических неполадок при стыковке с орбитальной станцией и досрочного возвращения на землю. Токтар Аубакиров также не был награждён медалью «Золотая Звезда» за свой единственный космический полёт, так как ранее уже был удостоен звания Героя Советского Союза, а к 1991 году повторные награждения в СССР уже не практиковались (отмечен орденом Октябрьской Революции). Космонавты Сергей Крикалёв и Валерий Поляков, кроме звания Героя Советского Союза, были также удостоены звания Героя Российской Федерации.
Пятерым последним космонавтам СССР почётное звание присваивалось указом президента СССР.
По состоянию на 12 июня 2024 года живы 26 лётчиков-космонавтов СССР.

## Список награждённых званием
Порядковые номера нагрудных знаков, выдаваемых космонавтам, до 1979 года включительно совпадали с порядковым номером космонавта, то есть очерёдностью совершения ими первого полёта. Начиная с 1980 года порядок был нарушен. Список приведён по данным «Космической энциклопедии ASTROnote».
| Космонавт № | № нагрудного знака | Лётчик-космонавт                  |
| ----------- | ------------------ | --------------------------------- |
| 1           | 1                  | Юрий Алексеевич Гагарин           |
| 2           | 2                  | Герман Степанович Титов           |
| 3           | 3                  | Андриян Григорьевич Николаев      |
| 4           | 4                  | Павел Романович Попович           |
| 5           | 5                  | Валерий Фёдорович Быковский       |
| 6           | 6                  | Валентина Владимировна Терешкова  |
| 7           | 7                  | Владимир Михайлович Комаров       |
| 8           | 8                  | Константин Петрович Феоктистов    |
| 9           | 9                  | Борис Борисович Егоров            |
| 10          | 10                 | Павел Иванович Беляев             |
| 11          | 11                 | Алексей Архипович Леонов          |
| 12          | 12                 | Георгий Тимофеевич Береговой      |
| 13          | 13                 | Владимир Александрович Шаталов    |
| 14          | 14                 | Борис Валентинович Волынов        |
| 15          | 16                 | Алексей Станиславович Елисеев     |
| 16          | 15                 | Евгений Васильевич Хрунов         |
| 17          | 17                 | Георгий Степанович Шонин          |
| 18          | 18                 | Валерий Николаевич Кубасов        |
| 19          | 19                 | Анатолий Васильевич Филипченко    |
| 20          | 20                 | Владислав Николаевич Волков       |
| 21          | 21                 | Виктор Васильевич Горбатко        |
| 22          | 22                 | Виталий Иванович Севастьянов      |
| 23          | 23                 | Николай Николаевич Рукавишников   |
| 24          | 24                 | Георгий Тимофеевич Добровольский  |
| 25          | 25                 | Виктор Иванович Пацаев            |
| 26          | 26                 | Василий Григорьевич Лазарев       |
| 27          | 27                 | Олег Григорьевич Макаров          |
| 28          | 28                 | Пётр Ильич Климук                 |
| 29          | 29                 | Валентин Витальевич Лебедев       |
| 30          | 30                 | Юрий Петрович Артюхин             |
| 31          | 31                 | Геннадий Васильевич Сарафанов     |
| 32          | 32                 | Лев Степанович Дёмин              |
| 33          | 33                 | Алексей Александрович Губарев     |
| 34          | 34                 | Георгий Михайлович Гречко         |
| 35          | 35                 | Виталий Михайлович Жолобов        |
| 36          | 36                 | Владимир Викторович Аксёнов       |
| 37          | 37                 | Вячеслав Дмитриевич Зудов         |
| 38          | 38                 | Валерий Ильич Рождественский      |
| 39          | 39                 | Юрий Николаевич Глазков           |
| 40          | 40                 | Владимир Васильевич Ковалёнок     |
| 41          | 41                 | Валерий Викторович Рюмин          |
| 42          | 42                 | Юрий Викторович Романенко         |
| 43          | 43                 | Владимир Александрович Джанибеков |
| 44          | 44                 | Александр Сергеевич Иванченков    |
| 45          | 45                 | Владимир Афанасьевич Ляхов        |
| 46          | 47                 | Леонид Иванович Попов             |
| 47          | 46                 | Юрий Васильевич Малышев           |
| 48          | 48                 | Леонид Денисович Кизим            |
| 49          | 49                 | Геннадий Михайлович Стрекалов     |
| 50          | 50                 | Виктор Петрович Савиных           |
| 51          | 53                 | Анатолий Николаевич Березовой     |
| 52          | 51                 | Александр Александрович Серебров  |
| 53          | 52                 | Светлана Евгеньевна Савицкая      |
| 54          | 54                 | Владимир Георгиевич Титов         |
| 55          | 55                 | Александр Павлович Александров    |
| 56          | 57                 | Владимир Алексеевич Соловьёв      |
| 57          | 58                 | Олег Юрьевич Атьков               |
| 58          | 56                 | Игорь Петрович Волк               |
| 59          | 59                 | Владимир Владимирович Васютин     |
| 60          | 60                 | Александр Александрович Волков    |
| 61          | 62                 | Александр Иванович Лавейкин       |
| 62          | 61                 | Александр Степанович Викторенко   |
| 63          | 65                 | Муса Хираманович Манаров          |
| 64          | 63                 | Анатолий Семёнович Левченко       |
| 65          | 64                 | Анатолий Яковлевич Соловьёв       |
| 66          | 67                 | Валерий Владимирович Поляков      |
| 67          | 66                 | Сергей Константинович Крикалёв    |
| 68          | 68                 | Александр Николаевич Баландин     |
| 69          | 69                 | Геннадий Михайлович Манаков       |
| 70          | 70                 | Виктор Михайлович Афанасьев       |
| 71          | 71                 | Анатолий Павлович Арцебарский     |
| 72          | 72                 | Токтар Онгарбаевич Аубакиров      |

## Комментарии
1. ↑  В официальном описании нагрудного знака и ряде источников указывается, что в верхней части знака размещена золотая надпись «Лётчик-космонавт», однако непосредственно на знаке надпись исполнена без буквы «ё» и дефиса.
2. ↑  С. Х. Шамсутдинов отмечал, что в удостоверениях размещались чёрно-белые фотографии: «На первой странице удостоверения размещена черно-белая фотография космонавта»; см.: Шамсутдинов С. Знак «Лётчик-космонавт» // Петербургский коллекционер : журнал. — 2013. — № 5 (79). — С. 61.
3. ↑  С. Х. Шамсутдинов писал, что на первой странице удостоверения «проставлена гербовая печать ПВС СССР», однако с 1990 года звание «Лётчик-космонавт СССР» присваивалось Президентом СССР; см.: Шамсутдинов С. Знак «Лётчик-космонавт» // Петербургский коллекционер : журнал. — 2013. — № 5 (79). — С. 61.
4. ↑  С. Х. Шамсутдинов указывал, что на третьей странице удостоверения проставлялись гербовая печать, подписи председателя и секретаря Президиума Верховного Совета СССР, однако с 1990 года звание «Лётчик-космонавт СССР» присваивалось Президентом СССР; см.: Шамсутдинов С. Знак «Лётчик-космонавт» // Петербургский коллекционер : журнал. — 2013. — № 5 (79). — С. 61.